# Гирс, Фёдор Александрович
Фёдор Александрович Гирс (1835—1906) — русский военно-морской деятель, адмирал (1906).

## Биография
Из дворянского рода Гирс. Родился в семье генерал-майора А. К. Гирса (1785—1859) и Елизаветы Карловны урождённой фон Тифенбах (1802—1861); брат: контр-адмирал К. А. Гирс (1829—1888); племянники: вице-адмирал В. К. Гирс (1861—1918) и генерал-майор А. К. Гирс (1859—1918).
В службе с 1854 года, после окончания Морского кадетского корпуса, произведён в мичманы с назначением на Балтийский флот. Участник Крымской войны. В 1860 году произведён в лейтенанты. 9 августа 1862 года переведен в 8-й флотский экипаж. С 1863 года участник Польской компании. В 1865-1874 годах командовал ботиком «Увалень». В 1870 году произведён в капитан-лейтенанты. В 1874-1880 годах командовал яхтами гвардейского экипажа «Славянка» и «Марево». 1 января 1878 года произведён в капитаны 2-го ранга. В 1881-1884 годах командовал парусно-винтовым фрегатом «Светлана» и броненосным фрегатом «Генерал-адмирал» в Средиземном море. 30 августа 1882 года произведен в капитаны 1-го ранга. В 1885-1888 годах командовал императорской яхтой «Держава». 
В 1888 году произведён в контр-адмиралы. С 1890 года младший флагман эскадры Балтийского флота. В 1892 году произведён в вице-адмиралы с назначением командующим отрядом судов Морского корпуса. С 1894 года командующий эскадрой Балтийского флота.
С 1896 года член Александровского комитета о раненых. В 1906 году произведён в адмиралы. Был награждён всеми орденами вплоть до ордена Святого Александра Невского пожалованного ему 28 апреля 1904 года.
Умер 30 июля 1906 года в Петербурге, похоронен на Николаевском кладбище Александро-Невской лавры.

## Семья
- Жена: Анна Петровна урождённая Полянская (1852—1940)

Дети:
- Сын А. Ф. Гирс (1871—1958) — Киевский, Минский и Нижегородский губернатор
- Сын Г. Ф. Гирс (1877—1965) — русский военный, полковник РИА; также педагог и военный историк.